# Ellen Church
Ellen Church (ur. 22 września 1904 w Cresco, zm. 22 sierpnia 1965) – amerykańska pielęgniarka, pierwsza w historii stewardesa.

## Życiorys
Urodziła się 22 września 1904 w Cresco w stanie Iowa. Była pilotem i pielęgniarką. W 1930 wystąpiła z pomysłem wprowadzenia na pokład samolotów kobiet, które mogłyby zastąpić pilotów w wykonywaniu obowiązków stewarda. W tym samym roku została zatrudniona przez Boeing Air Transport (obecnie United Airlines) jako pierwsza w historii stewardesa. Jej pierwszy lot w tym charakterze odbył się 15 maja 1930 w samolocie Boeing 80-A na trasie z Chicago do San Francisco. Church powierzono również wybór kolejnych siedmiu stewardes z ponad setki kandydatek. Jej kariera stewardesy trwała jednak tylko 18 miesięcy – została przerwana przez wypadek samochodowy, w którym uszkodziła stopę. Po wypadku dokończyła edukację pielęgniarską na University of Minnesota i zaczęła pracę w tym zawodzie. W 1942 wróciła do latania w Army Nurse Corps. Za pracę w okresie II wojny światowej otrzymała Medal Lotniczy. Po wojnie kontynuowała pracę pielęgniarki w Terre Haute w stanie Indiana. Zmarła w 1965 na skutek obrażeń doznanych w wypadku, któremu uległa w czasie jazdy konnej.

## Upamiętnienie
W jej rodzinnym Cresco miejscowe lotnisko nazwano: Ellen Church Field.